# 熊谷スポーツ文化公園
熊谷スポーツ文化公園（くまがやスポーツぶんかこうえん）は埼玉県熊谷市内にある埼玉県営の都市公園（広域公園）。

## 概要
1988年（昭和63年）に開催されたさいたま博覧会（さいたま博）の会場を、閉会後に公園として整備された埼玉県営公園である。
地元住民は、「文化公園」などと略していることが多い。また、以前は、ラグビー場がメインといえる施設だったために「ラグビー場」で通じることもあるが、くまがやドーム・陸上競技場ができたことで、公園全体を指す言葉としては、あまり使わなくなった。
2004年（平成16年）10月には「彩の国まごころ国体」、同年11月には「彩の国まごころ大会」のメイン会場として使われた。また、2008年8月に「彩夏到来08埼玉総体」の陸上競技及び体操競技の会場となった。更に2008年（平成20年）から、彩の国実業団駅伝大会（東日本実業団対抗駅伝競走大会（男子）・東日本実業団対抗女子駅伝）の新たなゴール地点となった。
開園当初は「さいたま博通り」（埼玉県道83号熊谷館林線）のメインゲートから、後の「スポーツ公園通り」となる市道までの間が公園として整備され、スポーツ公園通りの東側は臨時駐車場（熊谷臨時ヘリポート）のみが設置されていた。またスポーツ公園通りの東側には、遊園地を作る構想もあったが、実現の目途は一切立たなかった。
その後、2004年（平成16年）の国民体育大会（彩の国まごころ国体）や全国障害者スポーツ大会（彩の国まごころ大会）のメイン会場として整備することになり、スポーツ公園通りの東側の整備が実施された。当初駐車場であった土地のみならず、更にその東側の埼玉県道弥藤吾行田線までの土地（田んぼ・牧場）を買収し、彩の国くまがやドームや陸上競技場始めとする、施設整備及び周辺道路整備が行われた。また、スポーツ公園通りを越えて、東西へ行き来できる陸橋も整備された。
日本国政府のナショナルトレーニングセンター競技別強化拠点に指定されている。
2020年東京オリンピックの聖火リレーでセレブレーション会場となり、さまざまなイベントが行われる、埼玉県の聖火ランナーは65人の公募に対し、1万4113人の応募があり、倍率は217倍であった。

## 施設

### 熊谷ラグビー場

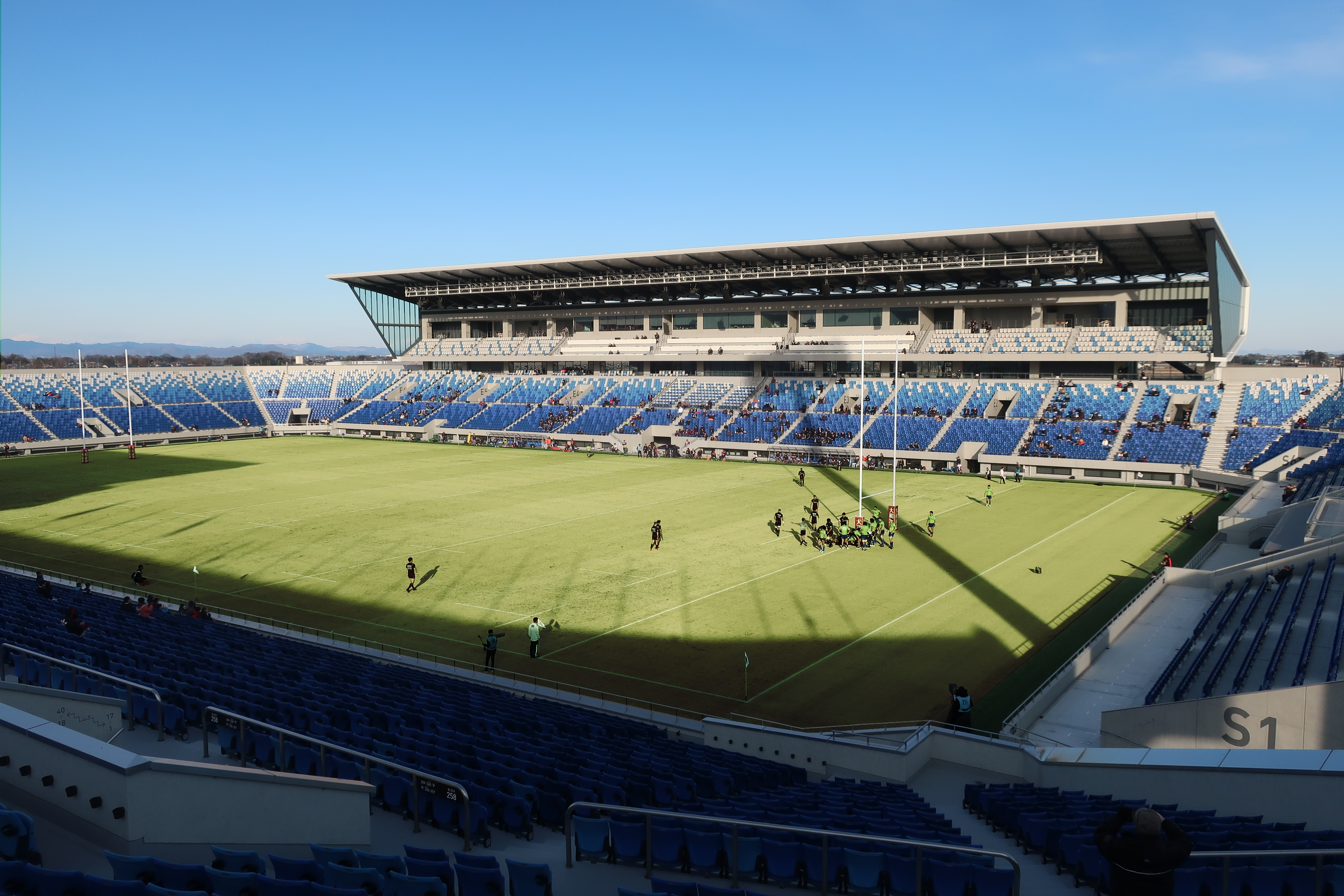
メインスタジアム（Aグラウンド）

メインスタジアムであるAグラウンドと隣接のB･Cグラウンドおよび西グラウンド、ワイルドナイツ専用の練習グラウンドがある。
主にワイルドナイツのリーグワン公式戦のホームゲーム、全国高等学校選抜ラグビーフットボール大会、全国U18女子セブンズラグビーフットボール大会、全国高等学校ラグビーフットボール大会の埼玉県大会の会場として利用されている。
2019年にはラグビーワールドカップ2019日本大会の会場の一つとなった。

### 彩の国くまがやドーム

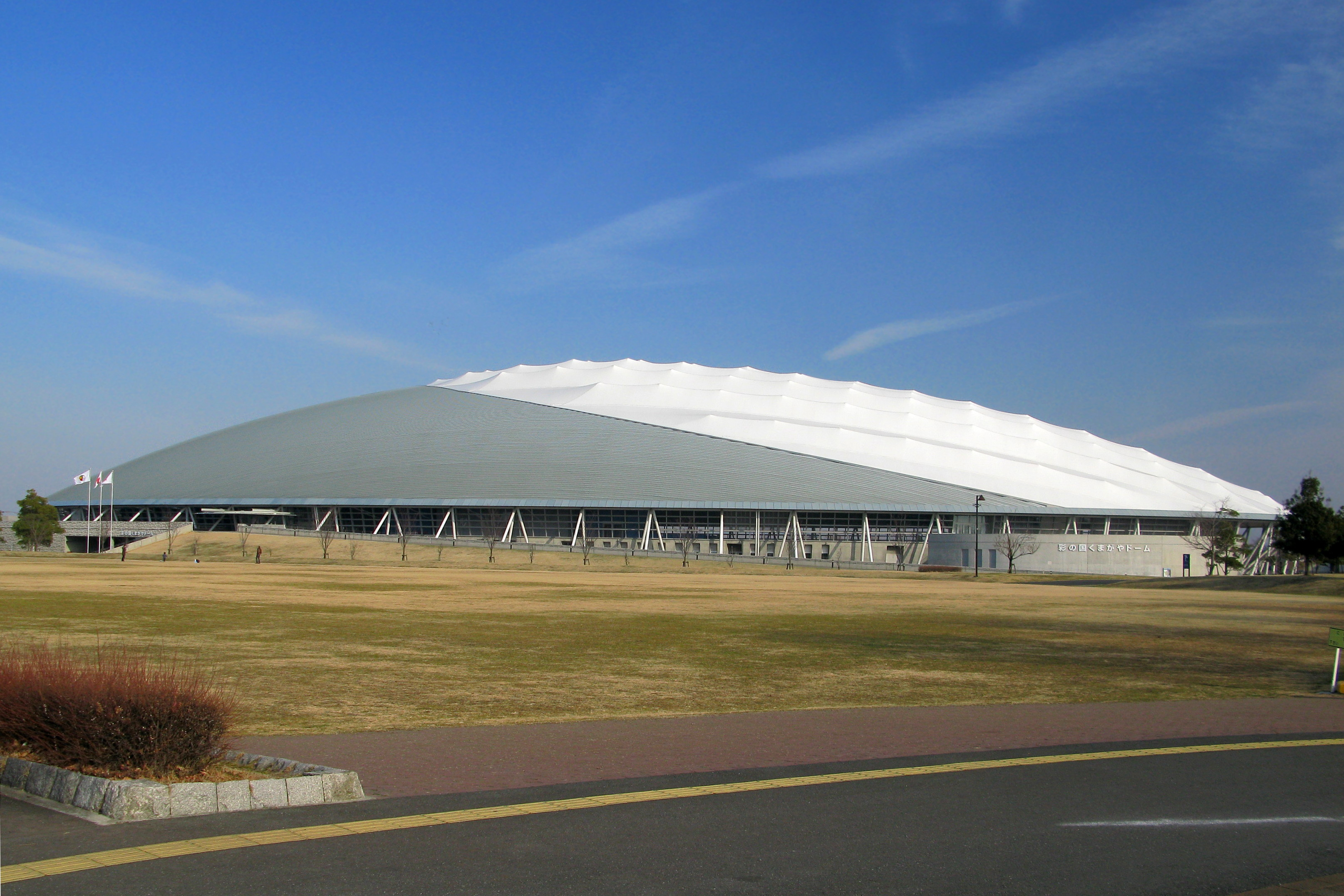
彩の国くまがやドーム

この名称は公募によって決定されたものである。一般的には「くまがやドーム」と略されて呼ばれることが多い。大きく体育館（メインアリーナ）、練習場（サブアリーナ）、並びに人工芝多目的グラウンドの3つからなる。
体育館は76m×43mで、各種屋内競技やコンサートに使用可能。人工芝グラウンドは80m×138mで、フットサルやテニスをメインとして使用する。
その他映画などの撮影などにも使われている。映画『20世紀少年』の撮影にも撮影された。
2014年2月15日、前日からの記録的な大雪（平成26年の大雪）の影響により、天井部分を覆うガラス繊維製の膜が100メートルにわたって複数箇所で壊れているのが見つかった。設計の際には1平方メートルあたり積雪1センチ、重量2キロを想定していたが雪質に加え降雨により想定を上回る重量がかかったものと見られている。くまがやドームはしばらくの間、使用を停止され、同年11月17日より復旧工事を開始、ドーム内の体育館が2015年4月に、多目的グラウンドは2016年4月にそれぞれ使用を再開した。

### ソフトボール場フィールド
両翼は70mで延床面積は約2500m2。外野は天然芝。

### さくらオーバルフォート
2021年8月30日より、ラグビートップリーグチーム『埼玉パナソニックワイルドナイツ』が、本拠地を群馬県太田市から当地に移転。それを受け入れる為、埼玉県ラグビーフットボール協会によって、芝生広場（西）・旧公園管理棟の敷地を転用し、関連施設を設置した。
建設は、ワイルドナイツ運営母体であるパナソニックグループ企業であるパナソニック ホームズが担い、費用は35億円。宿泊棟等は一般にも解放される（2021年9月11日開業）。
また、施設はパナソニック社企業スポーツセンター（現 同グループのパナソニック スポーツ株式会社に分社）とパナソニック ホームズ不動産が、県・県ラグビー協会より、35年契約で賃貸する。
このエリア名は、公募して決定したもので、「さくら」は熊谷市の木である桜に重ねてさいたまけん・くまがやし・ラグビーを掛け合わせ、「オーバル」は楕円でラグビーボールを表現しており、「フォート」は（野武士の）砦で本拠地を意味している。
- さくらオーバルフォート管理棟
  - 埼玉パナソニックワイルドナイツ クラブハウス
  - カフェ トラットリア フォルテブル（1階）
埼玉ワイルドナイツの練習風景を間近で見られることを売りにしている。
  - 一般社団法人 埼玉県ラグビーフットボール協会 事務局（2階）[12]
- ラグビーグラウンド（ワイルドナイツ練習場）
  - ここのみ埼玉県管理で、ワイルドナイツのほか、女子7人制ラグビーチーム『アルカス熊谷』も練習場所として使用する計画[13]。
- 屋内運動場
- 宿泊棟
  - KUMAGAYA SPORTS HOTEL PARK WING
シングル9室、ツイン55室、スイート3室、ボックスベッドゾーン2室137台
    - ダイニング
    - スパ（日帰り利用可）
    - 多目的ホール2室

  - WILD KNIGHTS TEAM STORE SAKURA OVAL FORT by FOOTBALLMARK[14]
埼玉ワイルドナイツ オフィシャルグッズを販売
  - アルカス熊谷 事務所[15]

### そのほかの施設
- 補助陸上競技場
- 投てき練習場
- 多目的運動広場
- インラインスケートリンク

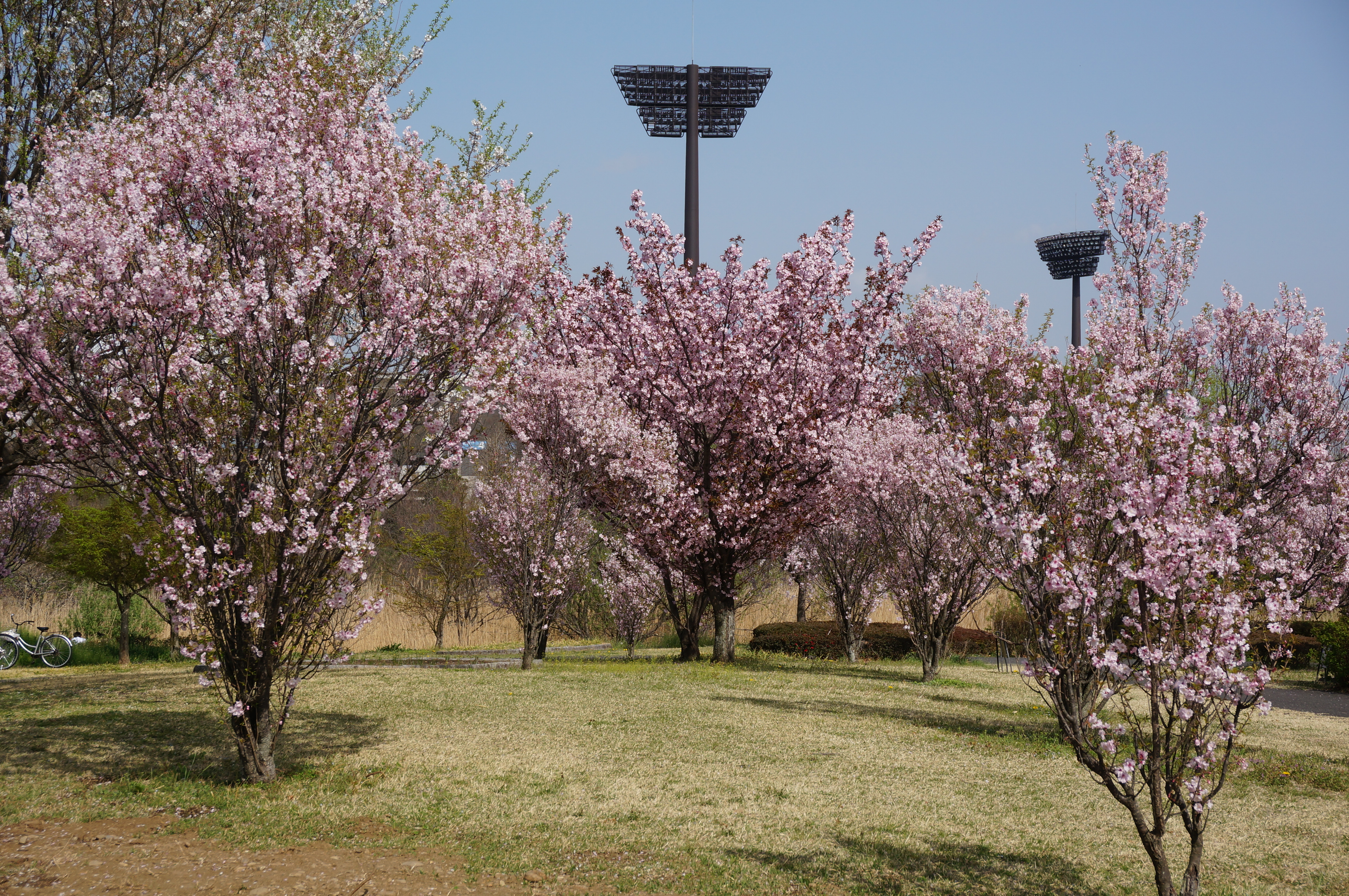
「四季の丘」に咲くクマガイとケンロクエンクマガイ（中央奥）

  - 多目的広場のうち一つを改修し、2008年2月より稼動開始
- 四季の丘
  - 「熊谷」と同名のサクラの栽培品種であるクマガイ（熊谷）とケンロクエンクマガイ（兼六園熊谷）が植栽されている。
- ピクニック広場
- ジョギングコース
- 駐車場（第5駐車場は、熊谷臨時ヘリポートとしても運用）
- 障害者用トイレ
- セラピーガーデン

## 歴史
- 1988年 - さいたま博開催
- 1991年4月 - さいたま博跡地を熊谷スポーツ文化公園として開園
- 1996年 - 2004年の国体開催に向け、拡張整備開始
- 2003年7月20日 - 彩の国くまがやドームや陸上競技場など開設
- 2004年3月31日 - 子供の広場など整備
- 2004年10月 - 「彩の国まごころ国体」（秋季大会）のメイン会場となる
- 2004年11月 - 「彩の国まごころ大会」のメイン会場となる
- 2008年2月 - 多目的広場に「インラインスケートリンク」設営
- 2008年8月 - 「彩夏到来08埼玉総体」陸上競技および体操競技の会場となる
- 2008年11月 - 本年より「東日本実業団対抗駅伝」および「東日本実業団対抗女子駅伝」のフィニッシュ地点となる
- 2011年6月 - 「第95回日本陸上競技選手権大会」の会場となる
- 2019年9月 - 「ラグビーワールドカップ」の会場となる。
- 2021年8月 - パナソニックワイルドナイツが当地に移転、さくらオーバルフォート開設

## 交通
- 電車：東日本旅客鉄道、秩父鉄道秩父本線熊谷駅北口から北へ約3km。
- バス：園内および近隣にそれぞれ複数ある停留所が利用できる。イベント規模によっては、定期便の他に、増発・直行便が設定される。
  - ラグビー場・さくらオーバルフォート方面：熊谷駅北口3番のりばより、国際十王バス「熊谷スポーツ文化公園（ラグビー場）」行き終点下車（定期本数僅少）、「くまがやドーム」行きで「ラグビー場入口」停留所下車、もしくは「葛和田」行き・「上中条」行きで「赤城神社」停留所下車（徒歩距離あり）。
  - くまがやドーム・陸上競技場方面：熊谷駅北口2番のりばより、国際十王バス「犬塚」行きで「陸上競技場入口」停留所または「彩華園前」停留所下車、熊谷駅北口3番のりばより国際十王バス「くまがやドーム」行き終点下車。
  - 熊谷市内循環 ゆうゆうバスグライダー号で「陸上競技場入口」停留所、もしくは「スポーツ文化公園」停留所下車。
- 自動車：国道17号熊谷バイパス 肥塚交差点もしくは熊谷スポーツ文化公園入口交差点から北へ約800m、国道125号の熊谷市池上地内の交差点（起点の熊谷バイパス上之（南）交差点から最初の信号）から北へ約2.5km